# Carmelo Ezpeleta
Carmelo Ezpeleta Peidro (ur. w 1946 w Barcelonie) – dyrektor zarządzający Dorna Sports.

## Kariera
W przeszłości Ezpeleta ścigał się zarówno na dwóch, jak i na czterech kółkach, z czasem jednak zaangażował się w zarządzanie zespołami oraz torami wyścigowymi, pomógł m.in. przy przedsięwzięciu budowy obiektu Calafat, który leży niedaleko Barcelony, po przeprowadzce do Madrytu administrował też torem Jarama. Miał okazję współpracować z teamem Forda w Rajdowych Mistrzostwach Świata, przed wstąpieniem do Dorny w 1991 zarządzał Circuit de Catalunya.
Jako prezes Dorna Sports, Ezpeleta współpracuje z producentami, zespołami wyścigowymi oraz FIM, sprawując kontrolę nad całym cyklem. To za kadencji Hiszpana wprowadzono silniki czterosuwowe w 2002, zmiana ta spowodowała większe zaangażowanie producentów oraz podniosła oglądalność serii. Z innych ważniejszych decyzji Ezpelety warto wymienić także 2007 rok i zamianę jednostek o pojemności 999cm3 na 800cm3, nie miało to już jednak tak pozytywnego wydźwięku, jak poprzednia regulacja, 2012 z kolei był następnym przełomem w przepisach. Wobec rezygnacji czołowych producentów (Kawasaki, Suzuki) organizatorzy musieli natychmiast zapełnić brakujące miejsca, stąd powstał pomysł, żeby obok motocykli prototypowych wystawiać maszyny z silnikami produkcyjnymi (tzw. Claiming Rule Teams), idea ta była też szybką odpowiedzią Dorny na odrzucenie przez producentów dwóch propozycji: ograniczenia kosztów wynajmu motocykli prototypowych z ponad trzech, do nieco ponad miliona Euro, a także wynajmowania, bądź sprzedawania samych silników za podobną kwotę .